# Șerșni, Bar
Șerșni (în ucraineană Шершні) este un sat în comuna Cemerîske din raionul Bar, regiunea Vinnița, Ucraina.

## Demografie
Componența lingvistică a localității Șerșni
     Ucraineană (100%)
Conform recensământului din 2001, toată populația localității Șerșni era vorbitoare de ucraineană (100%).